# Kévin Vauquelin
Kévin Vauquelin, född den 26 april 2001, är en fransk professionell landsvägscyklist.

## Karriär
Kévin Vauquelin har cyklat professionellt sedan 2022. Bland hans meriter kan nämnas en etappseger i Tour de France år 2024. År 2025 tog han en andraplats i etapploppet Tour de Suisse.